# آلنز گروو (ویسکانسین)
آلنز گروو (به انگلیسی: Allen's Grove) یک منطقهٔ مسکونی در ایالات متحده آمریکا است که در شهر دارین واقع شده‌است. آلنز گروو ۲۸۴٫۰۸ متر بالاتر از سطح دریا واقع شده‌است.